# St.-Andreas-Kirche (Weddingstedt)

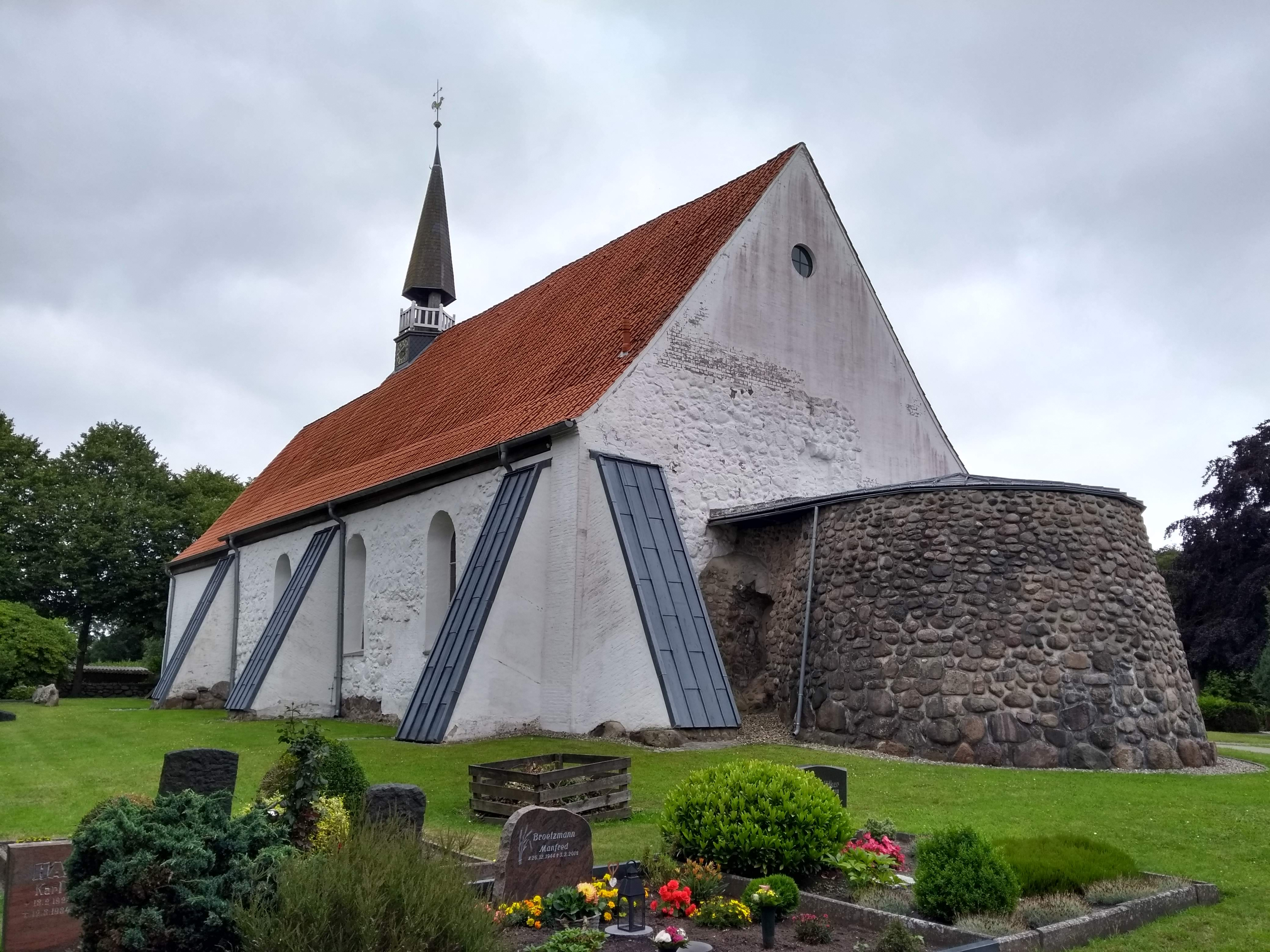
Die St.-Andreas-Kirche von Nordwesten mit dem Überrest des mittelalterlichen Rundturms

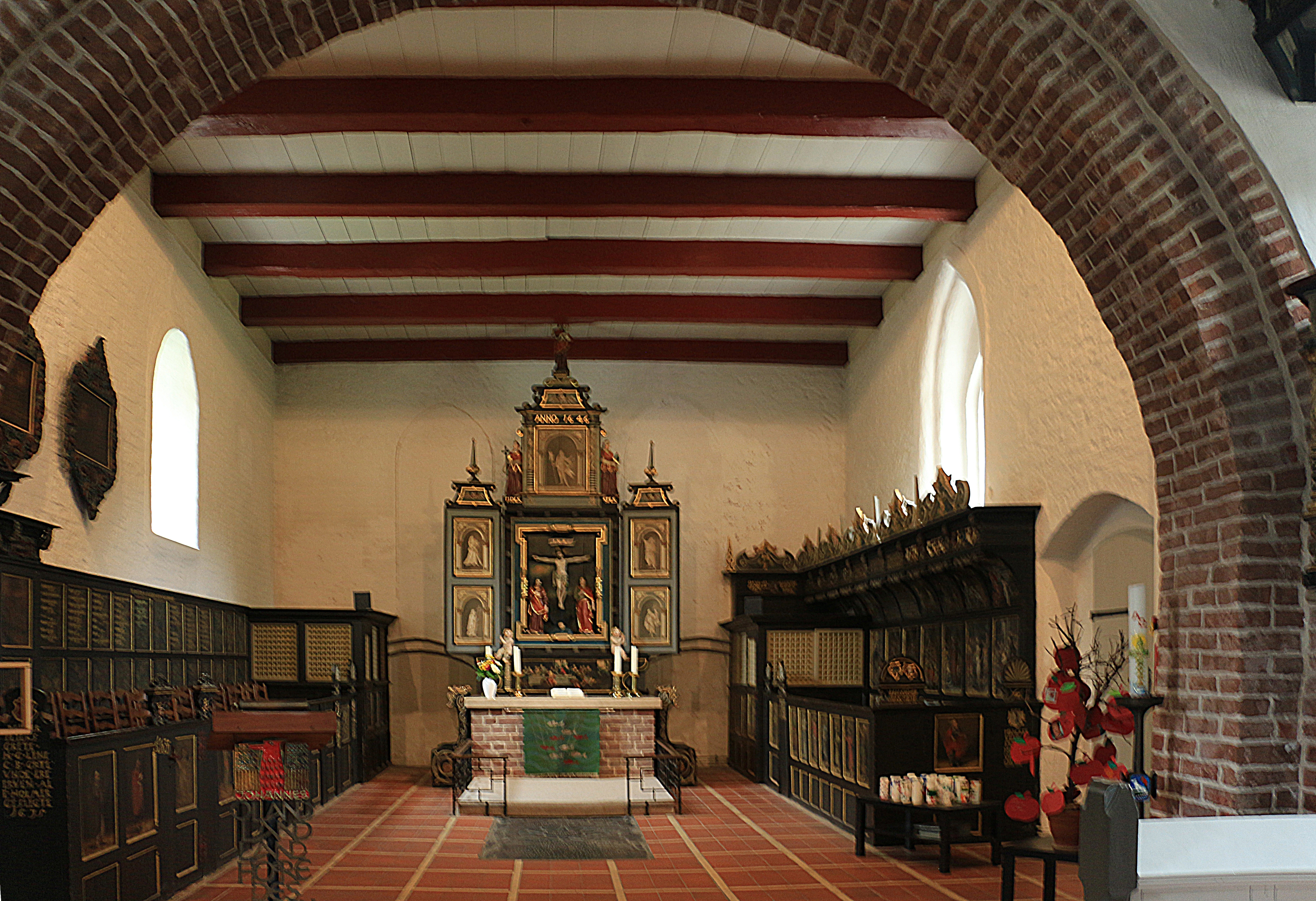
Altarraum mit Altar und Chorgestühl

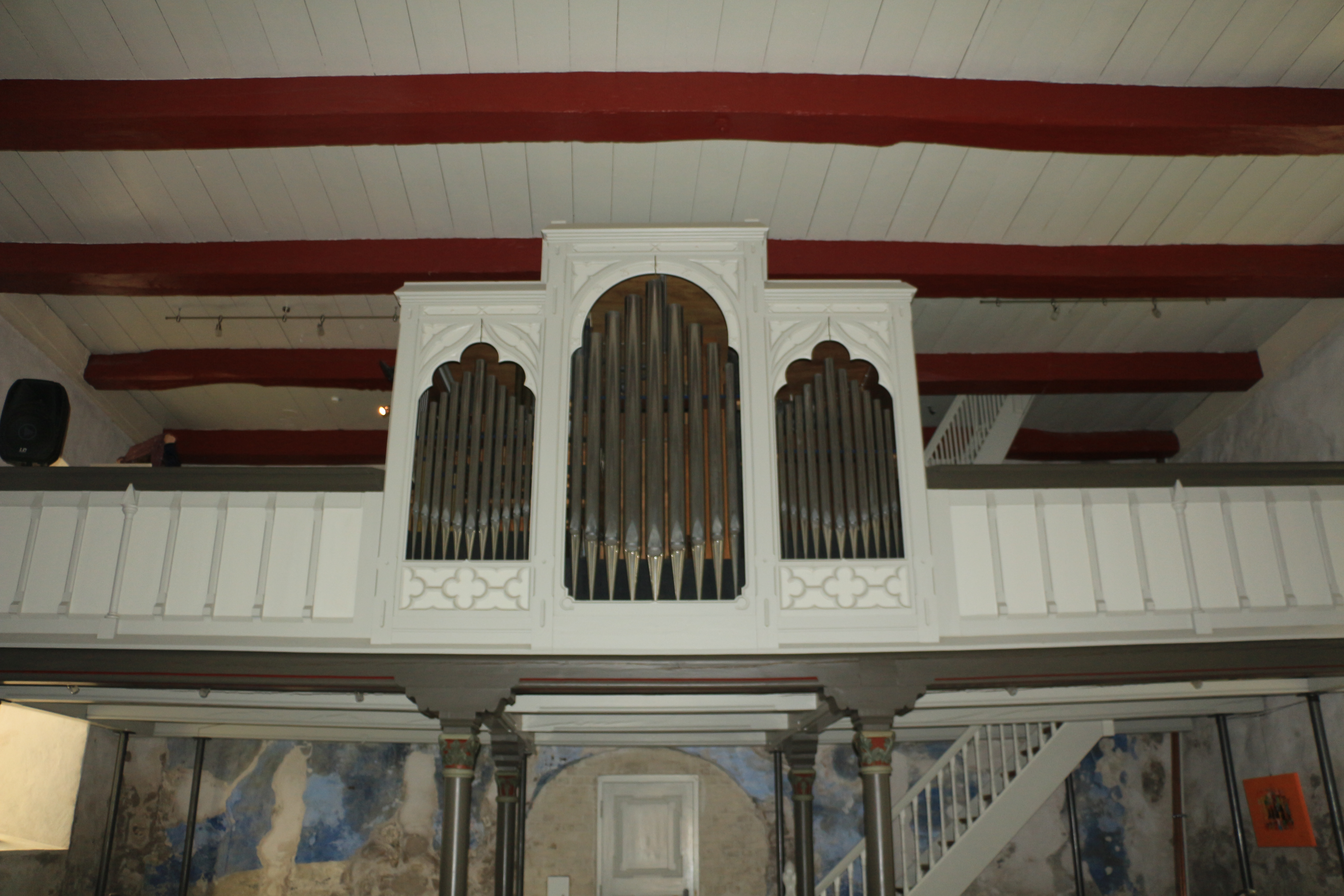
Blick zur Orgel, unter der Empore der Eingang zum Turm

Die St.-Andreas-Kirche in Weddingstedt ist eine Feldsteinkirche aus dem 12. Jahrhundert und damit eine der ältesten Kirchen in Dithmarschen. Heute gehört sie zur Evangelisch-lutherischen Kirche in Norddeutschland.

## Geschichte
Weddingstedt gehörte zusammen mit Meldorf, Tellingstedt und Süderhastedt zu den vier Urkirchspielen von Dithmarschen, die schon um 1070 bestanden, als Meldorf in der Gesta Hammaburgensis ecclesiae pontificum des Adam von Bremen als „Mutterkirchspiel“ bezeichnet wurde. Laut dem Dithmarschen Chronisten Neocorus soll die Weddingstedter Kirche sogar nach dem Meldorfer Dom die zweite Kirche in Dithmarschen gewesen sein. Zum ersten Mal schriftlich erwähnt wird sie in einer Urkunde des Bistums Bremen von 1140. Ihre Lage am Ortsrand zeigt, dass sie jünger ist als die Ortschaft Weddingstedt selbst.
In den folgenden Jahrhunderten wurden von dem ursprünglich sehr großen Kirchspiel die Kirchspiele Wesselburen, Wöhrden, Hemmingstedt und Nordhastedt abgetrennt. Auch die erste Kapelle von Heide wurde 1435 auf Weddingstedter Kirchspielgebiet errichtet. Seit 1500 gehören zur Weddingstedter Kirche nur noch die Bauerschaften Ostrohe, Weddinghusen, Wesseln, Borgholz und Stelle-Wittenwurth.
Die einschiffige, flachgedeckte Feldsteinkirche mit eingezogenem Kastenchor aus Backstein wurde im 12. Jahrhundert errichtet. Sie ist dem Apostel Andreas geweiht. Das Ortswappen trägt deshalb auch das Andreaskreuz. Die Kirche unterstand wie ganz Dithmarschen dem Erzbistum Bremen, weshalb die Pfarrstelle regelmäßig einem Domherrn aus Bremen oder Hamburg als Pfründe gegeben wurde. Dieser überließ die Seelsorge vor Ort meist einem Vikar.
Westlich an die Kirche angebaut war ein ebenfalls aus Feldsteinen errichteter Rundturm, der den ältesten gewölbten Raum in Dithmarschen enthält, der nur durch eine kleine Tür vom Kirchenschiff aus zugänglich ist.  Der Turm, der den Rundtürmen der ostholsteinischen Vicelinkirchen ähnelte, diente ursprünglich als Wehrturm, wurde aber möglicherweise auch eine Zeitlang als Taufkapelle genutzt. Ähnliche, ebenfalls nur noch rudimentär erhaltene Türme hatten die Bartholomäuskirche in Wesselburen und die Remigiuskirche in Albersdorf. Unter der Regentschaft der Achtundvierziger diente der heute noch erhaltene untere niedrige Raum als Staatsgefängnis, in dem Gefangene ausharren mussten, bis ihre Familie Lösegeld zahlte oder ihnen der Prozess vor dem in Weddingstedt tagenden Gericht des Norderdöffts, des nördlichen Teils Dithmarschens, gemacht wurde. Im oberen Geschoss des Turms befand sich das Archiv mit der Landeschronik.
1524 starb auf dem Galgenberg der damals noch zu Weddingstedt gehörenden Dorfschaft Heide der Reformator Heinrich von Zütphen den Märtyrertod. Keine zehn Jahre später wurde 1533 auch in der Weddingstedter Kirche die Reformation eingeführt. Seit dieser Zeit durften die Einwohner ihren Pastor selber wählen. Die Gemeindeglieder hatten in der Bauernrepublik sogar das Recht, die Kandidaten selbst auszuwählen, während sonst der Landesherr diese präsentierte.
Während der Kämpfe der Letzten Fehde 1559, in der Dithmarschen seine Unabhängigkeit verlor, brannte die mittelalterliche Kirche nieder. Dabei wurde neben der mittelalterlichen Kirchenausstattung auch die Landeschronik vernichtet. Noch im selben Jahr begann der Wiederaufbau unter Einbeziehung des alten Mauerwerks. Das belegen dendrochronologische Untersuchungen, bei denen der Dachstuhl auf 1559 datiert werden konnte. Insgesamt zog sich der Wiederaufbau über mehrere Jahrzehnte hin. Reste des romanischen Mauerwerks mit Rundbogenfries sind auf der Südseite zu erkennen. Der Rundturm wurde nicht wieder aufgebaut. Der Stumpf ist heute mit einem Blechdach vor Witterungseinflüssen geschützt.
In den folgenden Jahrhunderten wurde das Gebäude mehrmals verändert. Die ursprünglich schmalen Fenster wurden vergrößert, zum Teil aber auch zugemauert wie die beiden Fenster hinter dem Altar. Der südliche Eingang erhielt ein Vorhaus, der nördliche wurde zugemauert. In Originalform blieb die Priestertür am Chor erhalten. 1735 wurde ein hölzerner Dachreiter über dem östlichen Schiffsgiebel angebracht. Vom geplanten Wiederaufbau des Rundturms um 1900 nahm man dann doch Abstand. 2008 bis 2010 wurde die Kirche zum letzten Mal renoviert.

## Ausstattung
Die Ausstattung stammt aus der Zeit nach dem Wiederaufbau der Kirche um 1600. Der Flügelaltar im Stil der Renaissance zeigt im Hauptbild die Kreuzigung Christi in Form von drei geschnitzten Figuren vor einem gemalten Hintergrund mit der Golgathalandschaft. Und in der Predella gemalt das Abendmahl. Zwischen Predella und Mittelschrein sind als Randfiguren zwei barocke Putti eingefügt. 1843 wurden die Apostel in den Seitenflügeln und der Auferstandene im Giebelgeschoss neu gemalt. Die Flügel sind quergeteilt mit Rundbogenfelder. Das Gemälde des Auferstandenen im Giebelgeschoss wird flankiert von Tugendfiguren der Hoffnung und des Glaubens und als Bekrönung die Tugendfigur der Nächstenliebe. Unter dieser Figur ist das Entstehungsjahr abzulesen, Anno 1646. 
Die Kanzel wurde 1600 angefertigt und 1655 im Stil des Knorpelbarocks modernisiert. Die fünf Felder zeigen Szenen aus der Heilsgeschichte. Davon sind vier Felder als Brüstung vorhanden. Das fünfte Feld befindet sich am Treppenaufgang. Die Themenfelder sind mit Rundsäulen mit Akanthuskapitellen gegliedert. Die Heilsgeschichte zeigt sich mit der Vertreibung aus dem Paradies, die Verkündigung, Geburt Christi, Auferstehung und separat am Aufgang, der Sündenfall. Dieser zeigt sich in seiner Darstellung sehr eindrucksvoll mit Adam und Eva, der Schlange, die sich um dem Baum windet und einem Affen am Fuß der Eva. Es ist ein Symbol für das Böse. Die Reliefs werden von dekorierten rundbogigen Baldachinen abgeschlossen, die von halbhohen Säulen gestützt werden. Der zugehörige Schalldeckel besitzt Aufsätze, die Relieffiguren der Apostel zeigen. Die ehemals vorhandenen Freifiguren, die Apostel darstellen, haben ihren Platz in flachen Nischen des Treppenaufganges gefunden.
Die Abendmahlsbänke stammen von 1676, die Holztaufe mit Deckel ist etwas jünger. Sie besteht aus bemaltem Eichenholz. Die sechs Seiten der Kuppa sind mit Halbreliefs von Engelsköpfen verziert, die mit Knorpelornamenten umgeben sind. Sehr eindrucksvoll sind die sechs geflügelten Karyatiden-Hermen, die das Taufbecken tragen. Der Taufdeckel zeigt über einem umlaufenden Gesims mit Löwenköpfen und Wappen, Freifiguren von sechs Tugendfiguren, nämlich Temperantia, Fides, Klimax, Justitia, Prudentia und Fortitudo. Flankiert werden diese Figuren von C-Voluten und Knorpelwerk. Bei dem als „Meister von Weddingstedt“ bezeichneten Künstler könnte es sich um Jürgen Heitmann handeln.
Auf beiden Seiten des Chorraums befindet sich ein Gestühl. Jenes auf der Südseite, dessen Ausmalung mit biblischen Szenen 1664 zwei Weddingstedter Familien stifteten, stammt von 1616, das mit allegorischen und biblischen Szenen ausgemalte an der Nordseite von 1635. Über einzelnen Plätzen sind Hausmarken aufgemalt. In das Gestühl sind nachträglich Wangenteile des früheren, im 19. Jahrhundert ersetzten Gestühls im Schiff integriert.
Der Messingkronleuchter wurde der Kirche 1747 gestiftet. Die Walcker-Orgel von 1972 wurde 2014 umfassend saniert.

## Glocken
Die Kirche besitzt zwei alte Glocken: Im 1619 errichteten Glockenstapel hängt unter anderem die nach dem Gießer benannte „Albertus-Betglocke“ aus dem 13. Jahrhundert, die älteste Glocke in Dithmarschen. Die Glocke des Glockengießers Lukas von 1606 wurde 1942 requiriert, um für die Waffenproduktion eingeschmolzen zu werden. Nach Kriegsende entdeckte sie der damalige Pastor Würtz auf dem Glockenfriedhof in Hamburg-Altona und veranlasste ihre Rückführung nach Weddingstedt.